# Megaponerophilus megaponerae
Megaponerophilus megaponerae är en skalbaggsart som beskrevs av Brauns 1914. Megaponerophilus megaponerae ingår i släktet Megaponerophilus och familjen bladhorningar. Inga underarter finns listade i Catalogue of Life.